# Braunlage
Braunlage är en stad och kurort i Landkreis Goslar i det tyska förbundslandet Niedersachsen. Braunlage har cirka 5 500 invånare.

## Administrativ indelning
Braulage består av tio Ortsteile: Braunlage, Hohegeiß, Sankt Andreasberg, Königskrug, Sonnenberg, Oderhaus, Oderbrück, Oderberg, Odertaler Sägemühle och Silberhütte.